# Anton Restović
Anton Restović (Nerežišća, o. Brač, 1929. – 1978.), hrvatski ekonomist. Jedan od začetnika porečkog turizma.

## Životopis
Rođen u Nerežišću na otoku Braču. U Istru je došao 1952. godine i aktivno sudjelovao u političkom i gospodarskom životu Poreča. Bio je predsjednik mnogih društava i klubova, te je kao predsjednik Skupštine i gradonačelnik Poreča pokrenuo i podržao mnoge značajne projekte.
Od 1967. do 1978. godine aktivno je radio u turizmu i kao direktor HTP „Riviera„ dao je svoje osobno obilježje i ostavio neizbrisiv trag. Kao jedan od začetnika porečkog turizma kako ga obično nazivaju, po struci diplomirani ekonomist svoj je životni izazov našao u razvijanju i stvaranju novih turističkih kapaciteta koji su doprinijeli gospodarskom razvoju grada i promakli ga među vodeća turistička odredišta u Hrvatskoj i cijeloj ondašnjoj Jugoslaviji.
U navedenom je razdoblju započeo rad hotela Jadran i Parentino, gradnja hotela i apartmana Luna (1967.), hotela Neptun i turističkog naselja Lanterna (1968.), hotela Poreč, Kristal i Rubin (1971.), hotela Mirna u Istarskim toplicama, hotela Diamant, Zagreb i paviljona Solaris (1976.) te je započela izgradnja hotela Pical, tada prvog hotela najviše kategorije u Poreču. Aktivnost turističke kuće bila je u to vrijeme i u autokampovima Turist u Vrsaru, te Istra u Funtani kao i tvornici elektro dijelova Neon Vrsar.
U svom je radu nastojao promovirati grad Poreč i ljudske vrijednosti te je često bio predstavnik mnogih uvaženih tijela državne razine. U spomen na njegov nesebičan rad i trag koji je ostavio za sobom njegovo ime danas nosi šetnica uz more koja je tada bila glavna i jedina ulazna cesta u grad sa zapadne strane.